# 두 여자의 집
두 여자의 집은 1987년 공개된 대한민국의 영화이다.

## 배역
- 한혜숙 : 오유화 역
- 이미숙 : 오유경 역
- 강석우
- 전인택
- 이혜영
- 나한일

## 수상
- 1987년 제32회 아시아태평양영화제
  - 여우주연상 - 이미숙
- 1987년 제26회 대종상
  - 심사위원 특별상 - 한혜숙, 이미숙